# Sophie Okonedo
Sophie Okonedo, OBE(født 11. august 1968) er en engelsk skuespiller og dubber.

## Opvækst
Okonedo blev født i London, som datter af Joan (født Allman), underviser i pilates, og Henry Okonedo (1939-2009), der arbejdede for regeringen. Hendes far var nigerianer, og hendes mor, en ashkenazisk jøde, blev født i East End i en familie af jiddisch-talende indvandrere fra Polen og Rusland. Okonedo blev opdraget i moderens jødiske tro. Da hun var fem år gammel forlod faren hendes familie, og hun voksede op i relativ fattigdom med sin enlige mor ( "men vi havde altid bøger," sagde hun).

## Karriere
I 1991 filmdebuterede hun i den britiske dramafilm Young Soul Rebels. Hun modtog en Oscar-nominering for sin anmelderroste rolle i Hotel Rwanda, en Golden Globe nominering for Tsunami: The Aftermath, og BAFTA-nomineringer for Criminal Justice og Mrs. Mandela. Hendes andre filmroller omfatter Aeon Flux, Ace Ventura - Når naturen kalder, Dirty Pretty Things, Skin og Biernes hemmelige liv. Hun havde også gæsterolle i Doctor Who, og uddannet på Royal Academy of Dramatic Art.

## Privatliv
Okonedo har et barn ved navn Aoif, fra et tidligere forhold. De bor i Muswell Hill, London. Om hendes arv har Sophie sagde: "Jeg føler som stolt af at være jødisk, at jeg føler, at være sort" og kaldte sin datter en "irsk, nigerianske Jøde" Hendes far Henry døde den 22. juli 2009 i Orlando, Florida, USA.

## Filmografi
- Hellboy (2019)
- Wild Rose (2019)